# Nikotyna
Nikotyna – organiczny związek chemiczny z grupy alkaloidów pirydynowych. Naturalnie występuje w liściach i korzeniach tytoniu szlachetnego (Nicotiana tabacum).
Zbudowana jest z dwóch pierścieni heterocyklicznych, pirydyny i pirolidyny, której atom węgla w pozycji 2 stanowi centrum chiralne (naturalnie występująca nikotyna jest enancjomerem o konfiguracji S).

## Działanie na organizm ludzki
Związek psychoaktywny. Powszechnie podawaną dawką LD50 dla człowieka jest ok. 0,8 mg/kg masy ciała – doustnie (60 mg przyjęte przez dorosłego). Wartość ta została jednak ustalona jeszcze w XIX wieku, w drodze badań o ograniczonej wiarygodności, może więc odbiegać od rzeczywistości; znane są liczne przypadki przeżycia znacznie większych dawek. W świetle nowszych badań, bardziej prawdopodobna wydaje się LD50 w przedziale 6,5–13 mg/kg masy ciała, co czyniłoby ją zbliżoną do tej dla psów (LD50 dla myszy wynosi 3,3 mg/kg masy ciała, a dla szczurów – ponad 50 mg/kg).
Zawartość nikotyny w tytoniu papierosowym jest rzędu 1–2% suchej masy, natomiast w dymie papierosowym rzędu 0,2–1 mg/papieros (w zależności od rodzaju i marki papierosów).
Do końca XX w. uważano, że czysta nikotyna nie prowadzi do rozwoju nowotworów. W pierwszej dekadzie XXI w. pojawiły się jednak prace podważające ten pogląd, wywołując debatę wśród naukowców na temat jej właściwości rakotwórczych.
Istnieją bardzo rozbieżne opinie w świecie nauki co do potencjału uzależniającego nikotyny. Według niektórych doniesień, właściwości uzależniające wyizolowanej nikotyny nie są znaczące, a decydujący wpływ na silne uzależnienie od papierosów ma występowanie w dymie tytoniowym inhibitorów monoaminooksydazy (w szczególności harman i norharman). Inne badania zaprzeczają tej tezie.
Nikotyna jest silnym agonistą receptorów N-acetylocholinowych. W niskich dawkach (1–3 mg) wykazuje działanie stymulujące, co jest głównym powodem, dla którego palenie tytoniu sprawia przyjemność. Nikotyna działa na organizm człowieka na wiele różnych sposobów, gdyż wiąże się trwale i blokuje działanie kilkudziesięciu różnego rodzaju enzymów. W małych dawkach działa ona stymulująco, powodując wzmożone wydzielanie adrenaliny, co powoduje wszystkie związane z tym objawy (zanik bólu i głodu, przyspieszone bicie serca, rozszerzone źrenice itp). W większych dawkach powoduje trwałe zablokowanie działania układu nerwowego, gdyż wiąże się ona trwale z receptorami nikotynowymi w komórkach nerwowych zaburzając ich metabolizm. Pojawia się uczucie lekkości, następnie zmiana percepcji, zmiana postrzegania otoczenia, światłowstręt, zmęczenie, brak energii, uczucie oderwania od rzeczywistości, myślotok, wymioty, biegunka. W jeszcze większych dawkach występuje zamroczenie pola widzenia i pojawić się mogą halucynacje – zazwyczaj czarno-białe „wizjonerskie” obrazy. W ekstremalnie wysokich dawkach następuje utrata przytomności, drgawki i zgon.
W przypadku palenia papierosa nikotyna działa niemal natychmiast po zażyciu, ok. 7 sekund (czas potrzebny na przedostanie się nikotyny szlakiem jama ustna – płuca – krew krążenia małego – serce – aorta – tętnice mózgu). Biologiczny okres półtrwania nikotyny w mózgu wynosi ok. 2 h. W organizmie człowieka 70–80% nikotyny ulega w wątrobie przemianie do kotyniny. Innymi metabolitami są N-tlenek nikotyny (4–7%) oraz N-tlenek kotyniny.
Nikotyna zwiększa wydzielanie wazopresyny oraz angiotensyny II i endoteliny-1, które zwiększają ryzyko stanu prozakrzepowego.
Mechanizm uzależnienia od nikotyny tłumaczony jest, podobnie jak w przypadku wielu innych substancji uzależniających, od podwyższenia poziomu dopaminy w mózgu. Potwierdzone to zostało w badaniach na myszach, przy czym zarejestrowano także wpływ tego procesu na procesy decyzyjne.

## Historia
Nazwa nikotyny pochodzi od nazwiska dyplomaty Jeana Nicota, który w XVI wieku wprowadził tytoń na dworze francuskim; pierwotnie oznaczała ona gatunek rośliny, nie zaś zawartą w niej substancję. Nikotyna została pierwszy raz wyizolowana w 1828 roku, jej chemiczna budowa odkryta w roku 1843, a otrzymana została po raz pierwszy w 1904 roku.

## Nikotyna jako lek
W 1979 roku neurobiolog UCLA Marie-Françoise Chesselet wykazała, że nikotyna podwyższa poziomy dopaminy, neuroprzekaźnika koniecznego dla wzbudzenia stanu uwagi, a także w kontrolowaniu ruchu. Chesselet stwierdziła, że nawet niewielka dawka nikotyny stymuluje uwolnienie dopaminy w ciele prążkowanym, hamując ruchy, które w innym wypadku wymknęłyby się spod kontroli.
W 2018 roku Paul Newhouse na wystąpieniu w czasie Global Forum on Nicotine przedstawił wyniki badań wskazujące, że nikotyna może być stosowana w leczeniu chorób neurodegeneracyjnych mózgu takich jak łagodne zaburzenia poznawcze, choroba Alzheimera i zespół Downa. Dzięki nikotynie pacjenci mieli lepszą pamięć krótkotrwałą, byli bardziej skoncentrowani i osiągali lepsze wyniki w zadaniach wymagających sprawności intelektualnej. Poza tym stwierdzono, że nikotyna może działać jak antyoksydant, chroniąc komórki mózgu przed szkodliwymi wolnymi rodnikami.